# Pardosa hatanensis
Pardosa hatanensis là một loài nhện trong họ Lycosidae.
Loài này thuộc chi Pardosa. Pardosa hatanensis được Urita, Guo Tang & Da-xiang Song miêu tả năm 1993.